# 함양오담고택
함양오담고택(咸陽梧潭古宅)은 대한민국 경상남도 함양군 지곡면 개평리에 있는 조선시대의 고택이다. 2004년 3월 18일 경상남도의 유형문화재 제407호로 지정되었다.

## 개요
안채는 정면 5칸, 측면 2칸 규모의 전·후 툇집으로 기단은 자연석을 3∼4단 쌓고 그 위에 자연석으로 초석을 놓고 기둥을 세웠는데 기둥은 모두 방주이며 약한 민흘림을 두었다. 마루는 우물마루 형식이며 우측 방 전면의 툇마루는 약간의 높이차를 두었다.
종도리에 기록된 상량문에 의해 사랑채가 1838년, 안채는 1840년 등 건립연대를 확인할 수 있으며 부재의 단면크기가 크지는 않으나 자연재를 그대로 사용한 가구기법이나, 안채, 사랑채에 모두 전 ·후 툇간을 적용한 점 등 조선 후기 주거건축의 양식과 가구기법을 볼 수 있는 건물이다.
또한 종가에서 분가한 양반계층의 주거형태라는 점에서 학술적 가치가 충분하며 보존상태도 양호하므로 가치가 있다.

## 참고 문헌
- 함양오담고택 - 국가유산청 국가유산포털